# Wife Swap
Wife Swap ist eine britische Reality-TV-Show, die von RDF Media produziert wird. Sie wurde erstmals am 1. Januar 2003 im Vereinigten Königreich bei Channel 4 ausgestrahlt und gewann u. a. die Rose d’Or und den BAFTA-Award. Seit 2004 wird Wife Swap in den Vereinigten Staaten bei ABC-Network gesendet.
Wife Swap wurde in Deutschland unter den Titeln Frauentausch (RTL II) und Ich tausche meine Familie (2004, RTL) sowie in Österreich als Tausche Familie produziert.

## Inhalt
Normalerweise werden Mütter aus zwei stark kontrastierenden Lebensentwürfen oder Milieus getauscht. Die Frauen versuchen ihre Rollen gut zu meistern, aber in der Regel haben sie keinen guten Erfolg. Beide Familien versuchen mit der Tauschmutter fertigzuwerden. Jede Frau verlässt ihr Haus und erklärt die Rolle und die Pflichten, die die Tauschmutter in der Familie übernehmen soll. In der ersten Woche des Tausches versuchen die Frauen die Forderungen aufrechtzuerhalten. In der Folgewoche werden die Regeln mit den Familien aufgehoben, mit denen sie nicht klarkommen. Am Ende des Frauentausches treffen sich die Frauen mit ihren Ehemännern zum ersten Mal und sprechen sich über die vergangenen zwei Wochen aus. Oftmals entwickeln sich aus den Diskussionen Beleidigungen und Gewaltübergriffe.

## Parodien
Im Jahr 2007 beinhaltete die Serie Kombat Opera Presents von Richard Thomas eine musikalische Parodie der amerikanischen Version von Wife Swap unter dem Titel Spouse Change.